# Priekule
Priekule è un comune della Lettonia appartenente alla regione storica della Curlandia di 6.611 abitanti (dati 2009).

## Località
Il comune è stato istituito nel 2009 ed è formato dalle seguenti località:
- Bunka
- Virga
- Gramzda
- Kalēti
- Priekule (territorio rurale)
- Priekule (città)